# Meloboris alternans
Meloboris alternans là một loài tò vò trong họ Ichneumonidae.